# Hölgyválasz (film, 2004)
A Hölgyválasz (Shall We Dance?) 2004-es amerikai romantikus filmvígjáték, Jennifer Lopez és Richard Gere főszereplésével. Szuo Maszajuki 1996-os, díjnyertes Hölgyválasz – Én táncolnék veled című filmjének remake-je.

## Cselekmény
John Clark tekintélyes ügyvéd. Munkamániás. Az élete állandó rutinból áll: a munkából haza és vissza. Szereti a szakmáját, de az ügyek könnyen megoldhatók, nincs bennük izgalom. Otthon is ugyanez a helyzet; John úgy érzi, hogy valami hiányzik az életéből. Minden nap észrevesz egy nőt, aki kibámul egy táncstúdió ablakából. Egy este úgy dönt, hogy változtatnia kell, ezért beiratkozik egy tánctanfolyamra. Az események szembesítik a melankolikus tánctanárnővel, akit frusztrál egy korábbi táncversenyen elszenvedett kudarca. 
Anélkül, hogy családja és kollégái előtt felfedné új rögeszméjét, John lázasan gyakorol Chicago legnagyobb táncversenyére. Barátsága Paulinával kivirágzik, miközben lelkesedése újra feléleszti saját elveszett táncszenvedélyét. De minél több időt tölt John távol az otthonától, Beverly, a felesége annál gyanakvóbbá válik. 
Johnnak keményen kell játszania, hogy folytatni tudja álmát, és elérje azt, amire igazán vágyik.

## Szereplők
| Szerep         | Színész                | Magyar hang          |
| -------------- | ---------------------- | -------------------- |
| John Clark     | Richard Gere           | Mihályi Győző        |
| Paulina        | Jennifer Lopez         | Pápai Erika          |
| Beverly Clark  | Susan Sarandon         | Bánsági Ildikó       |
| Link Peterson  | Stanley Tucci          | Kulka János          |
| Chic           | Bobby Cannavale        | Csík Csaba Krisztián |
| Bobbie         | Lisa Ann Walter        | Peller Anna          |
| Vern           | Omar Benson Miller     | Kálloy Molnár Péter  |
| Miss Mitzi     | Anita Gillette         | Pogány Judit         |
| Devine         | Richard Jenkins        | Barbinek Péter       |
| Jenna Clark    | Tamara Hope            | Györfi Anna          |
| Evan Clark     | Stark Sands            | Tóth Barna           |
| Scott          | Nick Cannon            |                      |
| Carolyn        | Sarah Lafleur          |                      |
| Diane          | Onalee Ames            |                      |
| Tina           | Diana Salvatore        | Vadász Bea           |
| Daphne         | Daphne Korol           |                      |
| Sima Willy     | Driton `Tony` Dovolani |                      |
| Csintalan lány | Katya Virshilas        |                      |
| Louis          | David Sparrow          |                      |
| Frank          | Matt Gordon            |                      |
| Betsy          | Candace Smith          |                      |
| Elise          | Sandra Caldwell        |                      |
| Patty          | Mairi Babb             |                      |

## Filmzene
1. "Sway" – The Pussycat Dolls
2. "Santa Maria" (Del Buen Ayre) – Gotan Project
3. "Happy Feet" – John Altman
4. ""España Cañí" – John Altman
5. "I Wanna (Shall We Dance)" – Gizelle D'Cole
6. "Perfidia" – John Altman
7. "Under The Bridges Of Paris" – John Altman
8. "Moon River" – John Altman
9. "Andalucia" – John Altman
10. "The Book Of Love" – Peter Gabriel
11. "The L Train" – Gabriel Yared
12. "I Could Have Danced All Night" – Jamie Cullum
13. "Wonderland" – Rachel Fuller
14. "Shall We Dance?" – Gotan Project
15. "Let's Dance" – Mýa

## Fordítás
- Ez a szócikk részben vagy egészben  a   Shall We Dance? (2004 film) című angol Wikipédia-szócikk fordításán alapul.  Az eredeti cikk szerkesztőit annak laptörténete sorolja fel. Ez a jelzés csupán a megfogalmazás eredetét és a szerzői jogokat jelzi, nem szolgál a cikkben szereplő információk forrásmegjelöléseként.